# Strada Cetății din Rupea
Strada Cetății din Rupea este un ansamblu de monumente istorice aflat pe teritoriul orașului Rupea. În Repertoriul Arheologic Național, monumentul apare cu codul 40401.10.